# 輪番停電
輪番停電（りんばんていでん、英: Rolling blackout）とは、電力需要が電力供給能力を上回ることによる大規模停電を避けるため、電力会社により一定地域ごとに電力供給を順次停止・再開させることである。

## 概要
一般に輪番停電は発電所による発電能力の不足、もしくは発電した電力を供給する電力供給網（送電線、変圧器等）の能力不足のいずれかによって発生する。このような停電は発展途上国では一般的どころか日常の一部にすらなっている傾向があるが、成熟した電力・送電設備を持ち、電力需要予測や設備投資計画の発達した先進国で見られることはまれである。
電力会社が経験豊かな場合であれば、産業等への影響を最小限にするため事前に計画が広報される。しかし多くの場合、電力会社は電力供給が安全限界に近づくと、事前通知なしで電力供給を切断してきた。
停電は管轄変電所などの一定地域ごとに行われるため、一般家庭・オフィス・病院・鉄道・公共施設などを区切って、停電の枠外にすることは困難である。このため、自宅で医療機器を使用する場合や、病院やデータセンターや基地局などは、無停電電源装置・自家発電による対応が必要である。また、発電機のない信号機や、31m以下の建物に設置されたエレベーターは使用不能になるため注意が求められる。

## 日本国内での実施事例
日本における輪番停電の実施は、第二次世界大戦の戦後混乱期と東日本大震災（後述）の事例がある。

### 戦後混乱期
戦後の混乱期には休電日が月曜日だったことから、理美容業界では対策として月曜日を休業日としたため、休電日の廃止以降も名残として月曜に休む店が多い。
1950年（昭和25年）から1951年（昭和26年）の冬は、全国的に降水量が少なく、各地の水力発電所の発電量が需要に追い付かない状況となった。このため日本発送電では、1951年（昭和26年）1月8日から各配電会社別に配電割り当てを実施。さらに個別の会社ごとに緊急制限の実施について調整が行われた。関東配電との協議では、同年1月9日より500 kw以上を受電する工場400軒に対し、16時から19時までの操業停止を求め、一般家庭に対しても毎日17時から19時の間に10分間ずつ配電線別に緊急停電を行う、といった緊急制限が取りまとめられた。しかし直前に連合国軍最高司令官総司令部経済科学局電力課長から「一方的な危機突破対策をやめるべき」との勧告があり、中止された。その代わりとして、大口需要家に対し、工場の休電日を日曜日以外に振り分けてもらう、500 kw以上を受電する工場の電力使用を夕方の間自粛してもらうといった「協力」を求めることとなった。
1951年（昭和26年）は、夏の干ばつに加え秋も降水量が少なかったため、再び電力事情は悪化した。この年の5月1日に設立したばかりの東京電力も地域ごとに休電日を設定したが、それでも不足する状況となったため、同年10月21日午後から休電日以外の地域でも2時間ずつの緊急停電を実施、同日発行された朝日新聞の四コマ漫画『サザエさん』も停電のネタを扱った。さらに、翌10月23日からは地域ごとの緊急停電を「半恒久化」した。

### 2000年代
2003年夏など、東京電力の「原発トラブル隠し事件」による不祥事が発覚して原子力発電所が稼動停止となっていた時期に計画停電が実施される可能性が生じたが、経済産業省資源エネルギー庁が「国民生活への影響は避けられない」として、結果的に回避されたことがあった。
2007年（平成19年）8月22日には、東京電力が夏場のピーク電力抑制のため、大口需要家との需要調整契約に基づく電力供給制限（大口需要家23件対象、12万kW）を行ったこともある。

### 東日本大震災

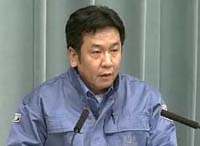
2011年3月14日、計画停電について会見する枝野幸男内閣官房長官（当時）

東京電力、東北電力および各マスコミでは、東日本大震災の被害・影響に伴い実施されていた輪番停電に関しては主に「計画停電」の名称を用いている。東京電力では以降も、震災時に限らず輪番停電を指す語として「計画停電」を用いている。以下、東日本大震災の際に東京電力管内で行われた輪番停電については「計画停電」の語を使用する。

#### 東京電力管内
2011年3月11日に発生した東北地方太平洋沖地震（東日本大震災）により、東京電力では、福島第一および第二原子力発電所をはじめ、火力発電所、水力発電所および変電所、送電設備に大きな被害が発生し、電力不足となることが予想された。これに対応するため、東京電力は3月14日午後5時から計画停電を開始した。
対象地域は関東地方を中心に、栃木県・群馬県・埼玉県・千葉県・東京都・神奈川県・山梨県・静岡県であった。東京都区部は一部を除いて計画停電の対象地域から除外された。また対象地域であっても近くに変電所がある地域は輪番停電から除外されている。
また事務的に対象地域を決定した結果、3月14日の初日に実施された停電では、津波などで大きな被害を受けた茨城県鹿行地区・県北地区が対象地域となり、避難所も停電した。また茨城県内では、地震による停電から復旧していなかった地域も対象地域に含まれていた。東京電力は同3月14日、3月17日から22日に予定する計画停電の対象地域を発表したが、この時点の発表では茨城県も対象地域に含まれていた。これに対してはインターネットを通じて大量の抗議があったほか、茨城県知事橋本昌が公式に記者会見を開いて東京電力を非難したことから、翌3月15日からは茨城県全域が計画停電の対象地域から除外されることとなった。
また、千葉県外房地区でも津波被害が発生し、中でも旭市飯岡では最大7.6mの津波を記録。千葉県内の震災による死者20人中、旭市が13人を占めたが、3月14日には旭市でも計画停電が実施された。また千葉県内の広い地域で液状化現象が発生し、建物が傾くなどして大きな被害を生じた。このため、千葉県知事の森田健作も被災地を計画停電の対象地域から除外するよう要請したことから、3月15日以降は千葉県の一部も対象地域から除外された。
東京電力は同年3月25日、計画停電の対象地域についてそれまでの5グループを、さらに各5つのサブグループへ細分化して合計25グループとし、翌26日から実施すると発表した。
3月29日以降は計画停電は実施されていない。4月8日に東京電力は、同年6月3日までの間は輪番停電を原則として実施しない旨を発表した。
東京電力は5月13日、同年夏の電力供給力見通しを約5520万kWに上方修正すると発表したが、東北電力への電力融通も予定されていたため、それを考慮するとやはり需要に供給が追いつかない可能性があった。東京電力は夏季の輪番停電の回避に向けて供給の確保に全力を挙げると述べ、結果として計画停電の実施は回避された。

##### 対象地域
対象地域を第1グループから第5グループの5つのグループに分けて実施した。さらに3月26日からは、第1～第5グループの中でA～Eの5つのサブグループずつに細分化し、1-Aから5-Eまでの25グループに分けて実施した。グループは自治体ではなく変電所の供給エリアごとに決まるため、一つの自治体が複数のグループにまたがることもある。この方式は2018年時点でも踏襲されている。
以下、2011年3月14日の東京電力発表時点での計画停電対象地域を示す。数字は第1～第5までのグループ名。
- 茨城県 - 3月15日より全県が対象地域から除外[21]。
  1. （対象地域なし）
  2. 五霞町
  3. （対象地域なし）
  4. 五霞町
  5. 稲敷市、行方市、鹿嶋市、神栖市、潮来市

- 千葉県 - 3月15日より被災した一部地区が対象地域から除外[24]。
  1. 白井市、大網白里町、八街市、東金市、長南町、市原市、長柄町、睦沢町、茂原市、白子町、船橋市、鎌ケ谷市、八千代市、佐倉市、千葉市稲毛区、千葉市花見川区、千葉市若葉区、千葉市中央区、千葉市美浜区、千葉市緑区、一宮町、長生村、いすみ市、君津市、木更津市、富津市、鴨川市、南房総市、館山市、袖ケ浦市、鋸南町
  2. 鎌ケ谷市、佐倉市、四街道市、市川市、習志野市、松戸市、千葉市花見川区、千葉市若葉区、千葉市美浜区、千葉市緑区、船橋市、八千代市
  3. 印西市、酒々井町、我孫子市、佐倉市、芝山町、大網白里町、成田市、白井市、八街市、富里市
  4. 鎌ケ谷市、習志野市、千葉市花見川区、千葉市中央区、千葉市美浜区、船橋市、八千代市
  5. 旭市、栄町、我孫子市、鎌ケ谷市、神崎町、多古町、東庄町、香取市、横芝光町、芝山町、松戸市、成田市、匝瑳市、銚子市、柏市、白井市、野田市、流山市

- 栃木県
  1. さくら市、大田原市、那珂川町、那須烏山市、那須町、那須塩原市、矢板市
  2. 岩舟町、野木町、鹿沼市、小山市、栃木市
  3. 宇都宮市、塩谷町、岩舟町、壬生町、下野市、上三川町、佐野市、鹿沼市、小山市、西方町、真岡市、足利市、栃木市、日光市
  4. 岩舟町、佐野市、足利市、栃木市
  5. さくら市、宇都宮市、塩谷町、上三川町、大田原市、那須烏山市、那珂川町、日光市、市貝町、茂木町、矢板市、那須塩原市、高根沢町、塩谷町

- 群馬県
  1. みどり市、伊勢崎市、玉村町、桐生市、渋川市、前橋市、昭和村、神流町
  2. （対象地域なし）
  3. 伊勢崎市、館林市、太田市、千代田町、大泉町、邑楽町
  4. みどり市、伊勢崎市、館林市、桐生市、太田市、千代田町、大泉町、板倉町、明和町、邑楽町
  5. 安中市、伊勢崎市、下仁田町、甘楽町、南牧村、草津町、中之条町、長野原町、嬬恋村、高崎市、玉村町、渋川市、前橋市、神流町、藤岡市、富岡市

- 埼玉県
  1. さいたま市西区、ふじみ野市、皆野町、狭山市、坂戸市、三芳町、志木市、所沢市、小鹿野町、新座市、川越市、秩父市、朝霞市、入間市、富士見市、和光市、飯能市、嵐山町、小川町、ときがわ町、横瀬町、東秩父村、寄居町、長瀞町
  2. さいたま市浦和区、さいたま市岩槻区、さいたま市桜区、さいたま市大宮区、さいたま市中央区、さいたま市南区、さいたま市緑区、羽生市、越谷市、桶川市、加須市、吉川市、久喜市、狭山市、熊谷市、戸田市、幸手市、行田市、鴻巣市、坂戸市、春日部市、所沢市、川越市、川口市、草加市、鶴ケ島市、宮代町、白岡町、日高市、越生町、毛呂山町、入間市、飯能市、ときがわ町、川島町、松伏町、杉戸町、北本市、蕨市、三郷市、上尾市
  3. さいたま市浦和区、さいたま市岩槻区、さいたま市見沼区、さいたま市桜区、さいたま市西区、さいたま市大宮区、さいたま市中央区、さいたま市南区、さいたま市北区、さいたま市緑区、ふじみ野市、羽生市、桶川市、熊谷市、戸田市、行田市、鴻巣市、志木市、上里町、神川町、美里町、春日部市、上尾市、新座市、深谷市、寄居町、朝霞市、東松山市、宮代町、三芳町、入間市、飯能市、滑川町、吉見町、小川町、嵐山町、富士見市、杉戸町、伊奈町、北本市、本庄市、蓮田市、和光市、蕨市、所沢市、毛呂山町
  4. さいたま市北区、さいたま市浦和区、さいたま市見沼区、さいたま市桜区、さいたま市西区、さいたま市大宮区、さいたま市中央区、さいたま市南区、さいたま市緑区、ふじみ野市、桶川市、加須市、久喜市、狭山市、熊谷市、戸田市、幸手市、鴻巣市、坂戸市、上尾市、新座市、深谷市、川越市、川口市、草加市、寄居町、横瀬町、皆野町、長瀞町、東秩父村、秩父市、朝霞市、鶴ケ島市、東松山市、宮代町、白岡町、日高市、越生町、毛呂山町、入間市、八潮市、鳩ケ谷市、飯能市、ときがわ町、滑川町、吉見町、小川町、川島町、鳩山町、嵐山町、富士見市、伊奈町、本庄市、蓮田市、和光市、蕨市
  5. 越谷市、熊谷市、行田市、三郷市、深谷市、川口市、草加市、秩父市、八潮市、本庄市、上里町、神川町、美里町

- 東京都
  1. （対象地域なし）
  2. 稲城市、国立市、狛江市、三鷹市、小金井市、昭島市、多摩市、町田市、調布市、日野市、八王子市、府中市、武蔵野市
  3. あきる野市、羽村市、国分寺市、国立市、三鷹市、小金井市、小平市、昭島市、奥多摩町、瑞穂町、日の出町、檜原村、西東京市、青梅市、調布市、東村山市、東大和市、八王子市、府中市、武蔵村山市、武蔵野市、福生市、立川市、板橋区、練馬区
  4. 稲城市、国立市、昭島市、町田市、日野市、八王子市、立川市、目黒区、世田谷区、足立区、大田区、品川区
  5. 町田市、荒川区、足立区

- 神奈川県
  1. 逗子市、横須賀市、鎌倉市、藤沢市、茅ケ崎市、座間市、海老名市、綾瀬市、平塚市、寒川町、厚木市、愛川町、清川村、伊勢原市、横浜市磯子区、横浜市栄区、横浜市金沢区、横浜市戸塚区、横浜市港南区、横浜市泉区、葉山町、相模原市中央区、相模原市南区、大和市
  2. 綾瀬市、横浜市旭区、横浜市瀬谷区、横浜市青葉区、横浜市都筑区、横浜市保土ケ谷区、横浜市緑区、海老名市、茅ケ崎市、寒川町、大和市、大磯町、平塚市、横浜市泉区、川崎市麻生区
  3. 横須賀市、横浜市栄区、横浜市戸塚区、横浜市港南区、鎌倉市、葉山町、三浦市、小田原市、秦野市、逗子市、真鶴町、湯河原町、松田町、南足柄市
  4. 清川村、伊勢原市、横浜市港北区、横浜市鶴見区、厚木市、座間市、小田原市、泰野市、川崎市宮前区、川崎市幸区、川崎市高津区、川崎市川崎区、川崎市多摩区、川崎市中原区、川崎市麻生区、相模原市中央区、相模原市南区、相模原市緑区、真鶴町、湯河原町、箱根町、開成町、山北町、松田町、大井町、中井町、南足柄市、海老名市
  5. 愛川町、清川村、伊勢原市、横浜市磯子区、横浜市栄区、横浜市戸塚区、横浜市港南区、横浜市青葉区、横浜市泉区、横浜市都筑区、横浜市南区、海老名市、鎌倉市、茅ケ崎市、厚木市、寒川町、座間市、秦野市、川崎市宮前区、川崎市高津区、相模原市中央区、相模原市南区、相模原市緑区、大磯町、二宮町、藤沢市、平塚市

- 山梨県
  1. （対象地域なし）
  2. 市川三郷町、南アルプス市、中央市、富士川町、笛吹市、甲府市
  3. 甲斐市、韮崎市、北杜市、小菅村、丹波山村、甲府市
  4. 甲州市、甲府市、甲斐市、山梨市、市川三郷町、中央市、昭和町、笛吹市、南アルプス市
  5. 甲州市、山梨市、上野原市、市川三郷町、大月市、都留市、身延町、南部町、山中湖村、西桂町、道志村、忍野村、富士河口湖町、鳴沢村、富士吉田市、富士川町、小菅村

- 静岡県
  1. 御殿場市、小山町
  2. 三島市、御殿場市、裾野市、長泉町、沼津市、熱海市、函南町、清水町
  3. 三島市、清水町、長泉町、沼津市、熱海市
  4. （対象地域なし）
  5. 伊東市、伊豆の国市、伊豆市、下田市、河津町、松崎町、西伊豆町、東伊豆町、南伊豆町、三島市、沼津市、函南町、熱海市、富士宮市、富士市

##### 批判
パチンコ業界についての著述を行うPOKKA吉田の体験によると、都内の自宅は5つある計画停電エリアグループのうち第4グループに属していたが、近隣には第5グループのエリアがあり、その間に「第4グループでもあり第5グループでもあるエリア」が存在し、そのエリアでは2回分の停電になったという。吉田は自著『石原慎太郎はなぜパチンコ業界を嫌うのか』で、計画停電のこうした杜撰さについてはほとんど報道されていないと指摘した上で「そうしたエリアの住民が、道路を挟んだエリアでパチンコ店が営業しているのを見ると、感情的に批判するのは無理もない」と記している。
このような「電力供給経路の錯綜」問題は、JR東日本でも同様であった。JR東日本では自社発電所を持ち、各施設に電力の供給も行っていたが、管内にある踏切のうち、どの踏切が東京電力または自社発電所から電力供給を受けているのか把握しきれなかったため、運転指令所と現場で混乱が起きたことが指摘されている。
また「計画停電」という用語について、フリージャーナリストの烏賀陽弘道は自著『報道の脳死』で、この停電を巡る報道について「なぜ、どういう意図の下に計画停電という言葉を使うのか」「それはいつ、誰が考えたのか」「なぜ輪番停電という言葉は消えたのか」を検証した記事や番組が見当たらなかったことを指摘している。

#### その他
東北電力でも同年3月15日、発電所および送電設備に大きな被害が発生したことにより想定される電力不足に対応するため、一部地域で計画停電を行う予定であることを発表した。しかし電力の需給バランスが緩和したため実施されなかった。
翌2012年5月14日、日本国政府は「エネルギー・環境会議」を開き、関西電力管内で夏に懸念される電力不足に対応して、電力使用制限令発動の検討を始め、北海道電力・四国電力・九州電力を加えた4電力管内で計画停電を準備する方向で議論し、古川元久国家戦略担当相は「基本的には考えていないが、万が一に備える」として、政府として万全を期す姿勢を強調した。しかし結果的には実施されなかった。

## 日本国外での実施例

### アイルランド
アイルランドでは1970年代から1980年代にかけて、労働組合のストライキにより、電力供給公社 (ESB：Electricity Supply Board) が輪番停電を行うことが何度か発生した。1991年以来ストライキによる輪番停電は発生していないが、ESBはこのような事態に備えて国内をA、B、C、X、Y、Zの6つの地域に分け、それぞれに停電のリスクが高い時間帯、中程度の時間帯、低い時間帯を割り振って3時間毎にローテーションすることとした。また上記の地域の例外として、病院のある区画は優先区域と設定し停電の対象外としている。
ESBは停電の可能性のある地域およびローテーションを全国紙に掲載し、さらに電力需要が逼迫する時間帯の節電を国民にアピールする。実際に電力供給が逼迫した場合、まず停電のリスクが高い時間帯にある地域の一部、または全部への電源供給がカットされ、それでも足りない場合は中程度の時間帯の地域、低い時間帯の地域の電力の順番で停電していく。

### アメリカ合衆国
アメリカ合衆国のカリフォルニア州では、カリフォルニア電力危機に直面していた2001年に大規模な輪番停電が行われ、信号停止による交通事故多発や、工場の操業停止など社会的に大きな影響を与えた。また犯罪準備をさせないために、事前に停電する地域・時間帯は一切公表されなかった。

### ミャンマー
慢性的に国内の電力が不足しているミャンマーでは、2011年現在においても日常的に輪番停電が行われている。特に水力発電による電力供給が乏しい乾季の3月から5月に顕著である。ミャンマーの最大都市であるヤンゴンにおいても、乾季では日中のほとんどの時間帯に電力が供給されない。また停電の時間帯や電気が来る時間帯も知らされることはない。市民もそのことは覚悟しており、なるべく電気に頼らない生活を営んでいる。小型の発電機を持つ家庭も多い。スーパーやホテルでは大型の発電機を持つところが多く、道路には発電機の騒音が鳴り響いている。たまに電気が来ると、家族みんなで喜ぶ光景が見られる。この電力供給の不足が、ミャンマーの経済発展の大きな妨げの一つになっている。実施状況は地域差があり、ヤンゴンでも地価が高いところや、首都・ネピドーなどには優先的に電気が供給されるなど、国内で電力供給にばらつきがあり、市民の不満の一つとなっている。

### リビア
リビアのベンガジにおいては、2011年に起きた内戦に伴う紛争などで政情不安が長引いており、電力不足から同年4月半ばより1日3時間ほどの輪番停電が実施されるなどの事態に見舞われている。

### 韓国
2011年に韓国では猛暑により電力需要が増え、予備電力量が400万kWを大きく割り込んだため、9月15日午後3時から8時までの間で輪番停電を実施した。